# Innalzamento della Croce
Innalzamento della Croce è un dipinto a olio su tavola (462x341 cm) realizzato nel 1610 dal pittore Peter Paul Rubens, conservato nella Cattedrale di Nostra Signora di Anversa.
Il dipinto era originariamente lo scomparto centrale di un trittico per una chiesa votiva di Santa Valpurga, non più esistente, che allora era la chiesa parrocchiale più antica della città. L'opera originale era costituita di tre scomparti, una predella ed un coronamento; oggi rimane solo uno dei tre pannelli della predella, raffigurante un episodio miracoloso di Santa Valpurga.